# Batalha de Almendralejo
A Batalha de Almendralejo foi uma batalha seguida por um massacre em Almendralejo, durante a Guerra Civil Espanhola. 
Em 7 de agosto de 1936, as tropas nacionalistas do general Francisco Franco, sob o comando de Gonzalo Queipo de Llano, após vencerem as forças republicanas entraram na cidade, quarenta milicianos republicanos se retiraram para torre da Paróquia da Purificação (Torre de la Parroquia de la Purificación ), cujo perfil dominava a paisagem circundante. Os nacionalistas, a fim de força-los a se renderem, decidiram atear fogo à paróquia e bombardear a torre com um canhão instalado na Fuente La Negra. Os republicanos resistiram até 15 de agosto de 1936.
Cerca de 1.000 civis suspeitos de serem simpatizantes dos republicanos foram mortos nos dias seguintes.